# Абелєва Алла Василівна
А́белєва Алла Василівна (15 травня 1938, м. Челябінськ — після 2001) — українська актриса. Заслужена артистка УРСР (1976). Народна артистка України (2001).

## Біографічні відомості
Закінчила у 1961 році Челябінське хореографічне училище. З 1963 року — актриса Чернігівського українського музично-драматичного театру ім. Т. Г. Шевченка.
Ролі:
- Феся («Циганка Аза» М. Старицького),
- Ніна Леонідівна («Пізня серенада» В. Ільїна і Ю Рибчинського),
- Роберта Олден («Американська трагедія» за Теодором Драйзером),
- Еліза Дулітл («Моя чарівна леді» Ф. Шоу).